# Carta de Cambon

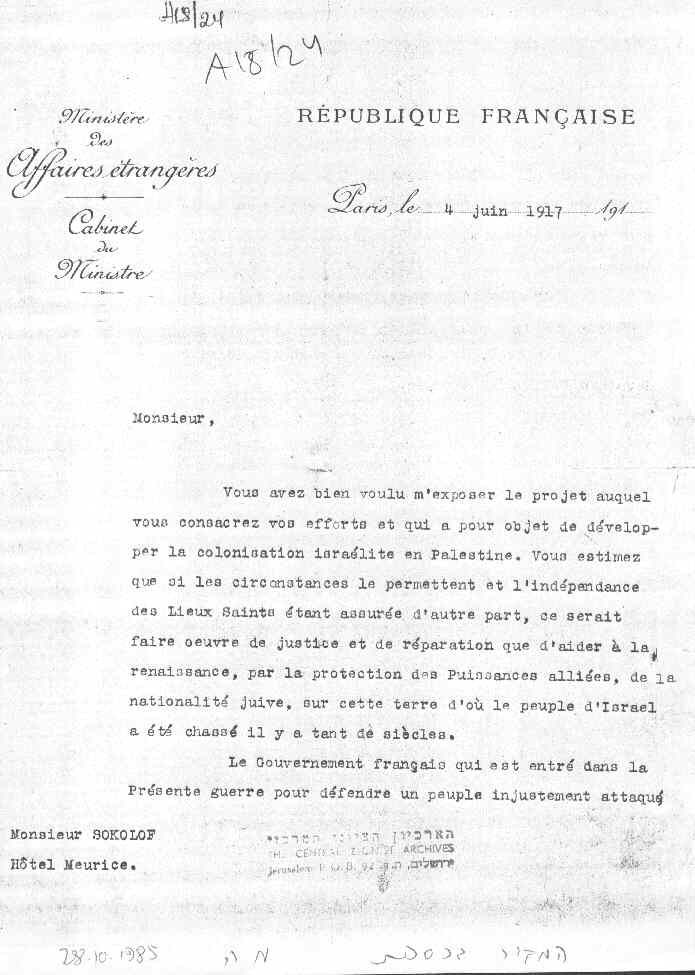
A Carta de Cambon (primeira página)

A carta de Cambon foi uma carta não publicada do diplomata francês Jules Cambon endereçada ao diplomata sionista Nahum Sokolow. Foi emitida pelo governo francês em junho de 1917, durante a Primeira Guerra Mundial, anunciando apoio ao projeto sionista na Palestina, então uma região otomana com uma pequena população judaica minoritária. Dizia:
Você teve a gentileza de apresentar o projeto ao qual está dedicando seus esforços, que tem como objetivo o desenvolvimento da colonização judaica na Palestina. Você considera que, se as circunstâncias permitirem e a independência dos Lugares Sagrados for salvaguardada, por outro lado, seria um ato de justiça e de reparação contribuir, sob proteção das Potências Aliadas, com o renascimento da nacionalidade judaica naquela Terra da qual o povo de Israel foi exilado há tantos séculos.O Governo Francês, que entrou nesta guerra atual para defender um povo injustamente atacado, e que continua a lutar para assegurar a vitória do direito sobre a força, não pode deixar de sentir simpatia pela sua causa, cujo triunfo está ligado ao dos Aliados.

 Fico feliz em dar-lhe aqui essa garantia. 
Foi argumentado que a carta era uma pré-condição necessária para a Declaração Balfour.

## História
Em 11 de março de 1916, em um telegrama aos embaixadores russo e francês, Edward Grey apresentou uma proposta para que os Aliados emitissem juntos uma declaração pública apoiando as aspirações judaicas na Palestina. Verete, em seu relato dos desenvolvimentos que levaram a esta proposta, explica: “aqui está a raiz e a fonte da política pró-sionista dos governos britânicos até à Declaração de Balfour”. 
O historiador Martin Kramer argumenta que o consentimento dos aliados britânicos França e Estados Unidos, e do Vaticano, que controlava muitos locais sagrados para o cristianismo na Terra de Israel, era condição prévia necessária para a Declaração de Balfour. 
Tanto o diplomata britânico Mark Sykes quanto o diplomata francês François Georges-Picot estavam em Petrogrado na época aconselhando seus embaixadores na questão de garantir o consentimento russo ao Acordo Sykes-Picot e aos seus termos em relação a uma futura divisão da Palestina. Houve pouco entusiasmo pela proposta por parte dos franceses ou dos russos. Brecher faz um relato das motivações e atitudes francesas em relação à questão durante os anos de guerra. 

Houve poucos desdobramentos até a mudança de governo na Grã-Bretanha, embora estivesse mantida a necessidade de acordo com os franceses, que estavam decididos a cumprir os termos do Sykes-Picot. Em um memorando datado de 21 de abril de 1917, Lord Robert Cecil, que substituiu Arthur Balfour como Secretário dos Negócios Estrangeiros durante a Missão Balfour na América, escreveu que:
Reconheço perfeitamente a grande dificuldade de se executar a política sionista, uma vez que ela envolve uma forte preferência por um protetorado britânico na Palestina. Parece-me mais desejável que a França se junte a nós em uma expressão de simpatia pelas aspirações nacionalistas judaicas. 
Uma viagem à França e à Itália foi organizada para Mark Sykes, que havia sido nomeado no início do ano para liderar as negociações com os sionistas, e o diplomata sionista Nahum Sokolow, durante abril e maio de 1917. Eles garantiram o consentimento do Papa Bento XV em 4 de maio de 1917. Depois de se encontrarem com vários oficiais franceses em abril, eles visitaram a Itália e Sokolow garantiu o apoio verbal do Papa Bento XV em 4 de maio de 1917. Em seu regresso à França, Sokolow conseguiu obter a carta de Cambon contendo o compromisso francês por escrito, embora a mantivesse inédita. A carta foi aparentemente enviada a Ronald Graham por Sokolow; Picot foi convidado a ir a Londres no final de outubro para comparecer a uma reunião do Gabinete e explicar a posição francesa em relação ao movimento sionista. Kaufman cita Stein como considerando viável a possibilidade de que o documento não tenha sido levado ao conhecimento de Lord Balfour ou que ele tenha se esquecido de sua existência e também cita Verete como acreditando que o documento fora provavelmente perdido. 
Kramer fornece mais informações, bem como uma análise do contexto e das motivações da carta de Cambon e do endosso da Declaração de Balfour por Pichon. 